# أوتو إسكندر دي ناتا
أوتو إسكندر دي ناتا (بالإندونيسية: Oto Iskandar di Nata) كان مقاتلًا لتحرير إندونيسيا من الحكم الهولندي، ووزير دولة إندونيسي. اعتبر أحد الأبطال الوطنيين في إندونيسيا.

## عمله
في أنشطته خلال الفترة التي سبقت الاستقلال، شغل أوتو منصب نائب رئيس فرع باندونغ في بودي أوتومو بين عام 1921 وعام 1924، وكذلك نائب رئيس بودي أوتومو في فرع بيكالونغان في عام 1924. وفي ذلك الوقت أصبح عضوًا في «مجلس المدينة» الذي يمثل منظمة بودي أوتومو.

كان أوتو نشطًا أيضًا في المنظمات الثقافية السوندية التي تدعى باغويابان باسوندان. أصبح أمينًا للمجلس التنفيذي في عام 1928، وأصبح رئيسا بين عام 1929 وعام 1942. تشارك المنظمة في التعليم والتمكين الاجتماعي والثقافي والسياسي والاقتصادي والشبابي للمرأة.
أصبح أوتو أيضًا عضوًا في فولكساراد («مجلس الشعب» أي ما يعادل مجلس تمثيل الشعب الحالي) بين عام 1930 وعام 1941.
خلال الاحتلال الياباني للهند الشرقية الهولندية أصبح رئيسًا لجريدة جاهاجا. وأصبح لاحقًا عضوًا في اللجنة التحضيرية لاستقلال اندونيسيا ولجنة التحقيق للعمل التحضيري من أجل الاستقلال التي شكلتها الحكومة الاستعمارية اليابانية كمؤسسات ساعدت في الاستعداد لاستقلال إندونيسيا.

## الاختفاء
بناءً على معلومات الشهود، قُتل أوتو على شاطئ في مقاطعة موك في تانجيرانج ريجينسي في بانتين (جاوة الغربية سابقًا). تم اختطافه من قبل مجموعة تدعى «القوات السوداء»، الذين قتلوه وألقوا جثته في البحر، ولم يتم العثور على الجثة.

## التكريم
في 21 ديسمبر 1952 أقيمت جنازته غيابيا. تم استبدال جثته بالرمال والمياه المأخوذة من الشاطئ، ودفنت في مقبرة في ليمبانغ، غرب باندونغ ريجنسي. تم تعيينه بطلًا قوميًا لإندونيسيا في 6 نوفمبر 1973، معلنين وفاته قانونيًا، حيث أصبح اللقب بعد وفاته.
تظهر صورته في سلسلة عام (2004–2016) من عملت 20.000 روبية إندونيسية. يستخدم اسمه الآن كاسم شارع في مدن مختلفة في إندونيسيا بتنسيقات مختلفة، أوتو إسكندرناتا، وأوتو إسكندر ديناتا، وأوتيستا، وجلاك هاروبات. ويستخدم كاسم لاستاد جالاك هاروبات الواقع في مسقط رأسه.